# جيوبوليتيك
جيوبوليتيك هي فرع من الإستراتيجية الجغرافية الألمانية الفريدة. تطورت كإجهاد متميز من الفكر بعد توحيد أوتو فون بسمارك للولايات الألمانية لكنها بدأت تطورها بشكل جدي تحت إمبراطور فيلهلم الثاني. توضح المفاهيم المركزية المتعلقة بالعرق الألماني فيما يتعلق بالفضاء الاقتصادي الاستمرارية من الإمبراطورية الألمانية إلى الرايخ الثالث لأدولف هتلر. ومع ذلك، لم يكن لعلم الجغرافيا الجغرافي الإمبراطوري، وعلماء الجغرافيا السياسية الألمان، والاستراتيجيين النازيين اتصالات مكثفة مع بعضهم البعض، مما يشير إلى أن الجغرافيا السياسية الألمانية لم يتم نسخها أو نقلها إلى الأجيال المتعاقبة [بحاجة لمصدر] ولكن ربما عكست الجوانب الأكثر جاذبية للجغرافيا الألمانية والجغرافيا السياسية والجغرافيا الثقافية.
تم تطويره من مصادر متنوعة على نطاق واسع، بما في ذلك كتابات أوزوالد شبنغلر وألكساندر هومبولت وكارل ريتر وفريدريش راتزل ورودولف كيلين وكارل هوشوفر. تم تكييفها في نهاية المطاف لاستيعاب أيديولوجية هتلر.
السمة المميزة لها هي تضمين نظرية الحالة العضوية، المستنيرة بالداروينية الاجتماعية. كان يتميز بصدام الحضارات - نظريات الأسلوب. ربما تكون الأقرب من أي مدرسة للاستراتيجية الجيولوجية إلى مفهوم قومي بحت للإستراتيجية الجيولوجية، والتي انتهى بها الأمر إلى إخفاء عناصر أخرى أكثر عالمية.
لقد تصرفت ألمانيا كدولة مراجعة في النظام الدولي خلال الحربين العالميتين من خلال محاولة الإطاحة بالهيمنة البريطانية، ومواجهة ما اعتبرته تصاعد الهيمنة الأمريكية والروسية. كآخر ما يصل إلى الأمة الصحيحة، التي تفتقر إلى المستعمرات أو الأسواق للإنتاج الصناعي ولكن تعاني أيضًا من نمو سكاني سريع، فقد رغبت ألمانيا في توزيع أكثر إنصافًا للثروة والأراضي داخل النظام الدولي. بدأ بعض العلماء الحديثين في التعامل مع الحربين العالميتين، اللتين شاركت فيهما ألمانيا، كحرب واحدة حاولت فيها ألمانيا التحريرية التقدم بطلب للسيطرة على الهيمنة لإعادة ترتيب النظام الدولي.
كانت السياسة الخارجية الألمانية متسقة إلى حد كبير في الحربين. كانت السياسة الخارجية النازية فريدة من نوعها بقدر ما تعلمت ما اعتبرته أخطاء إمبريالية سابقة ولكنها اتبعت في الأساس نفس التصميمات التي وضعتها الجيوبوليتيك الألماني والسجل التاريخي للإمبراطورية.